# Адмирал Горшков (авианесущий крейсер)
«Адмирал Флота Советского Союза Горшков»  (изначально — «Харьков», потом до 4 октября 1990 года — «Баку») — советский и российский авианесущий крейсер, единственный корабль проекта 1143.4 (главный конструктор В. Ф. Аникиев).
20 января 2004 года был продан Индии, 5 марта того же года исключён из боевого состава ВМФ России, действующее наименование аннулировано, торжественно спущен Андреевский флаг. Был полностью перестроен на ПО «Севмаш» и вошёл составе ВМС Индии как авианосец «Викрамадитья».

## История

### Строительство
17 февраля 1978 года в списки ВМФ ВС СССР был зачислен четвёртый авианесущий крейсер проекта 1143, получивший название «Баку» в честь лидера эсминцев проекта 38. 26 декабря, сразу после спуска на воду ТАВКР «Новороссийск», на освободившемся стапеле «0» Черноморского судостроительного завода произошла закладка нового корабля, получившего заводской номер С-104. Строился ТАВКР «Баку» по изменённому проекту 1143.4. Весь корпус корабля при постройке разбили на 10 районов, работа началась с первого (закладного) района, включавшего «сердце» корабля — машинное отделение, а далее шла одновременно в нескольких направлениях — в нос и корму, а также вверх. Сборка осуществлялась из заранее готовых секций, масса которых не превышала 150 тонн. Одновременно с постройкой крейсера осуществлялась и реконструкция самого стапельного комплекса (в рамках подготовки к строительству ТАВКР проекта 1143.5) — были установлены три портальных крана (грузоподъёмностью по 80 тонн каждый), а также два больших козловых крана финской фирмы «Konecranes» (грузоподъёмностью по 900 тонн каждый, работая вместе могут поднимать блоки массой до 1400 тонн). Первый раз новые краны были использованы в октябре 1981 года — с их помощью на корабль была установлена собранная на предстапельной площадке надстройка массой 1000 тонн. В феврале 1982 года краны использовали для монтажа блоков спонсона. Спуск корабля на воду состоялся 31 марта (спусковая масса около 19000 тонн), после чего ТАВКР «Баку» достраивался у заводской стенки. Из-за постоянных срывов поставок нового оборудования, а также вносимых по ходу строительства изменений в проекте достройка корабля затянулась. К швартовным испытаниям ТАВКР приступил только 2 июня 1986 года. 23 сентября на корабль заселился экипаж, 1 декабря были завершены швартовные испытания, а 4 декабря корабль отправился в Севастополь (докование на Севморзаводе с 7 по 22 декабря).

### Испытания
Ходовые испытания ТАВКР «Баку» начались 9 января 1987 года. После их окончания на переднюю кромку спонсона был установлен обтекатель, кроме того на корабле было смонтировано устройство, выравнивающее воздушные потоки над полётной палубой.
21 апреля начались государственные испытания ТАВКР «Баку», в ходе которых, в частности, были проведены стрельбы главного ударного комплекса (использовались макеты ракет, было осуществлено 3 пуска, в том числе один залпом из 2 ракет). 8 июля с палубы корабля совершил первый взлёт штурмовик Як-38М (методом короткого разбега).
Одним из лётчиков-испытателей государственных испытаний стал В. И. Ефимов.11 декабря по результатам испытаний был подписан приёмный акт — ТАВКР «Баку» был зачислен в состав ВМФ СССР. 20 декабря на корабле был торжественно поднят военно-морской флаг СССР.

### Боевая служба
27 апреля 1988 года ТАВКР «Баку» был зачислен в состав сил постоянной готовности, и уже в конце мая началась подготовка к его первой боевой службе. Была укомплектована авиагруппа корабля, включившая 12 штурмовиков Як-38М, 1-2 спарки Як-38У, 16 противолодочных вертолётов Ка-27ПЛ, 2 поисково-спасательных Ка-25ПС и 2 целеуказателя Ка-25ДЦ (позже их заменили на Ка-27ПС). Переход к месту постоянного базирования было решено совместить с первой боевой службой. 7 июня ТАВКР «Баку» покинул Севастополь. В ходе боевой службы в Средиземном море ТАВКР, в частности, осуществлял постоянное наблюдение за американским атомным многоцелевым авианосцем «Дуайт Эйзенхауэр» (АВМА). По разным причинам во время первой службы корабля были потеряны два летательных аппарата — Як-38У и Ка-27ПЛ (соответственно, 12 июля и 11 августа), лётчики не пострадали. 17 декабря ТАВКР «Баку» прибыл в Североморск и был зачислен в состав 170-й бригады противолодочных кораблей 7-й оперативной эскадры.
В дальнейшем корабль больше не выходил на боевую службу, хотя занятия боевой подготовкой продолжались. В 1989 году ТАВКР трижды принимал участие в отработке обеспечения высадки морского десанта, корабельные штурмовики совершили 171 полёт, а вертолёты — 1142. 4 октября 1990 года ТАВКР переименовали в «Адмирал Флота Советского Союза Горшков». За 1990 год было совершено 47 полётов самолётов и 1211 полётов вертолётов. В дальнейшем интенсивность боевой подготовки стала снижаться. За 1991 год палубными вертолётами было совершено 417 полётов. В сентябре-октябре 1991 года на борту крейсера прошёл корабельный этап испытаний нового палубного истребителя ВВП Як-141, который в перспективе должен был заменить списанные штурмовики Як-38 в роли основной палубной машины. 26 сентября оба лётных образца по очереди совершили посадку на палубу ТАВКР, а 30 сентября — первый взлёт. 5 октября случилась авария, приведшая к потере одного самолёта (лётчик уцелел). После этого испытания прекратили и уже больше не возобновляли. Через год программа разработки Як-141 была закрыта.
1 февраля 1992 года в результате аварии паропровода и возникшего пожара в кормовом машинном кормовом отсеке погибли 6 человек. 3 февраля 1992 года ТАВКР поставили на ремонт на СРЗ-35 в Росте (Мурманск). 26 июля военно-морской флаг СССР был заменён на Андреевский флаг. После этого корабль перевели в Росляково.

### Продажа крейсера
В 1994 году начались переговоры о продаже корабля Индии.
В июле 1999 года ТАВКР отбуксировали в Северодвинск для прохождения модернизации по заказу индийских ВМС.
Документы были подписаны в октябре 2000 года, но сумма контракта до 2002 года оставалась предметом торга. Подписанное 20 января 2004 года соглашение предусматривало выделение 974 млн долларов США на восстановление и модернизацию ТАВКР и 530 млн долларов США на поставку 16 истребителей МиГ-29К и противолодочных вертолётов Ка-31 и Ка-27. Корабль должны были сдать заказчику в конце 2008 года. Выплатив около 458 млн долларов США, с января 2007 года Индия приостановила дальнейшие платежи по контракту. В ноябре 2007 года российская сторона подняла вопрос о недооценке объёма работ. В декабре 2008 года, после визита Президента РФ Дмитрия Медведева в Индию, комитет индийского правительства по безопасности одобрил начало переговоров о новой цене модернизации корабля.
3 июля 2013 года авианосец вышел в Белое море на ходовые испытания. С 3 августа по 30 сентября в Баренцевом море прошли лётные испытания с участием самолётов и вертолётов палубной авиации и сдача системы «корабль-самолёт». 16 ноября 2013 года состоялась торжественная передача авианосца ВМС Индии.

### Память
3 июля 2014 года отреставрированный носовой знак ТАВКР, остававшийся на верфи после переоборудования корабля для индийских ВМС, установлен в качестве памятника около морской кадетской школы имени адмирала П. Г. Котова в Северодвинске.

## Галерея

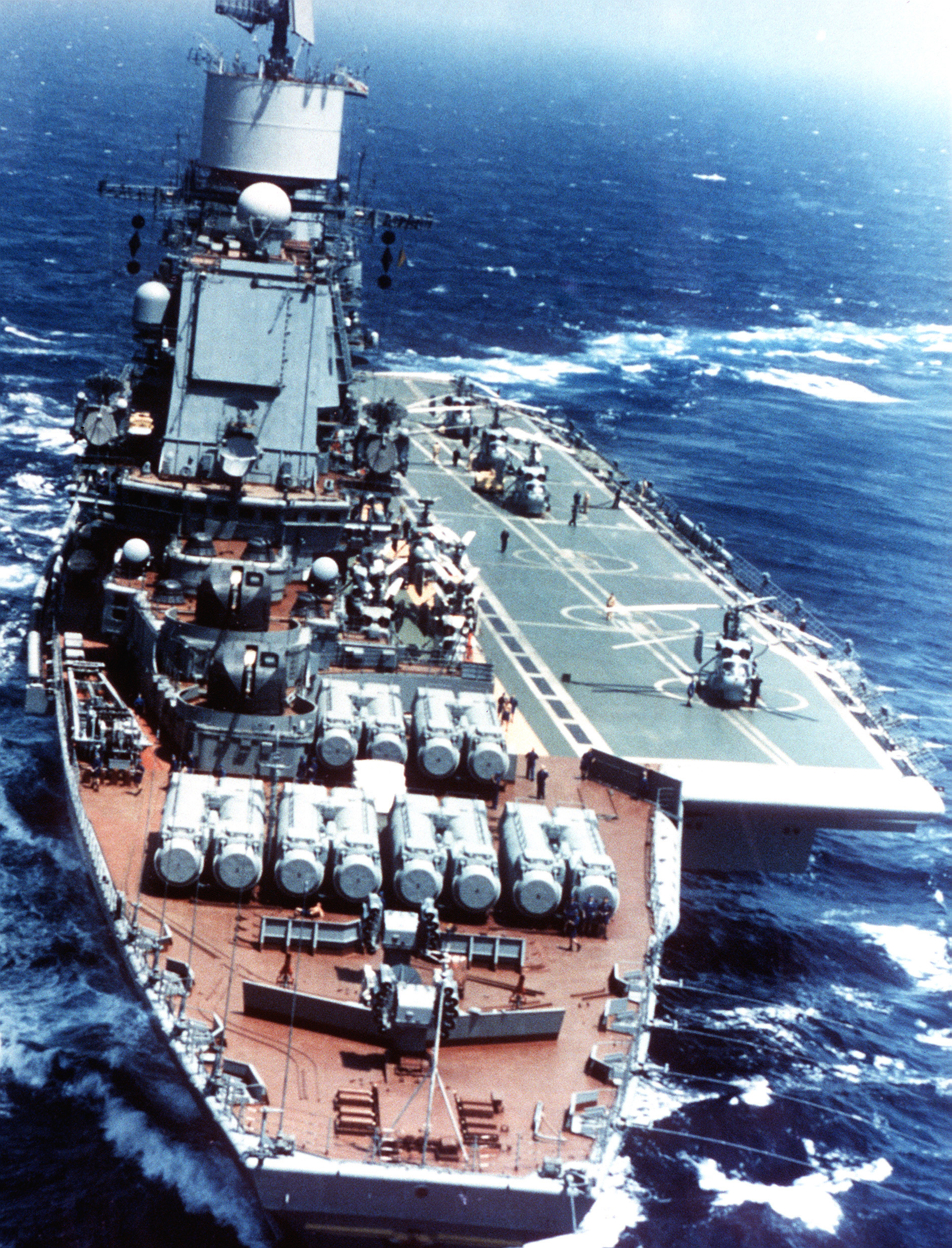
«Баку», вид с носа на ракетное вооружение, 1988 год
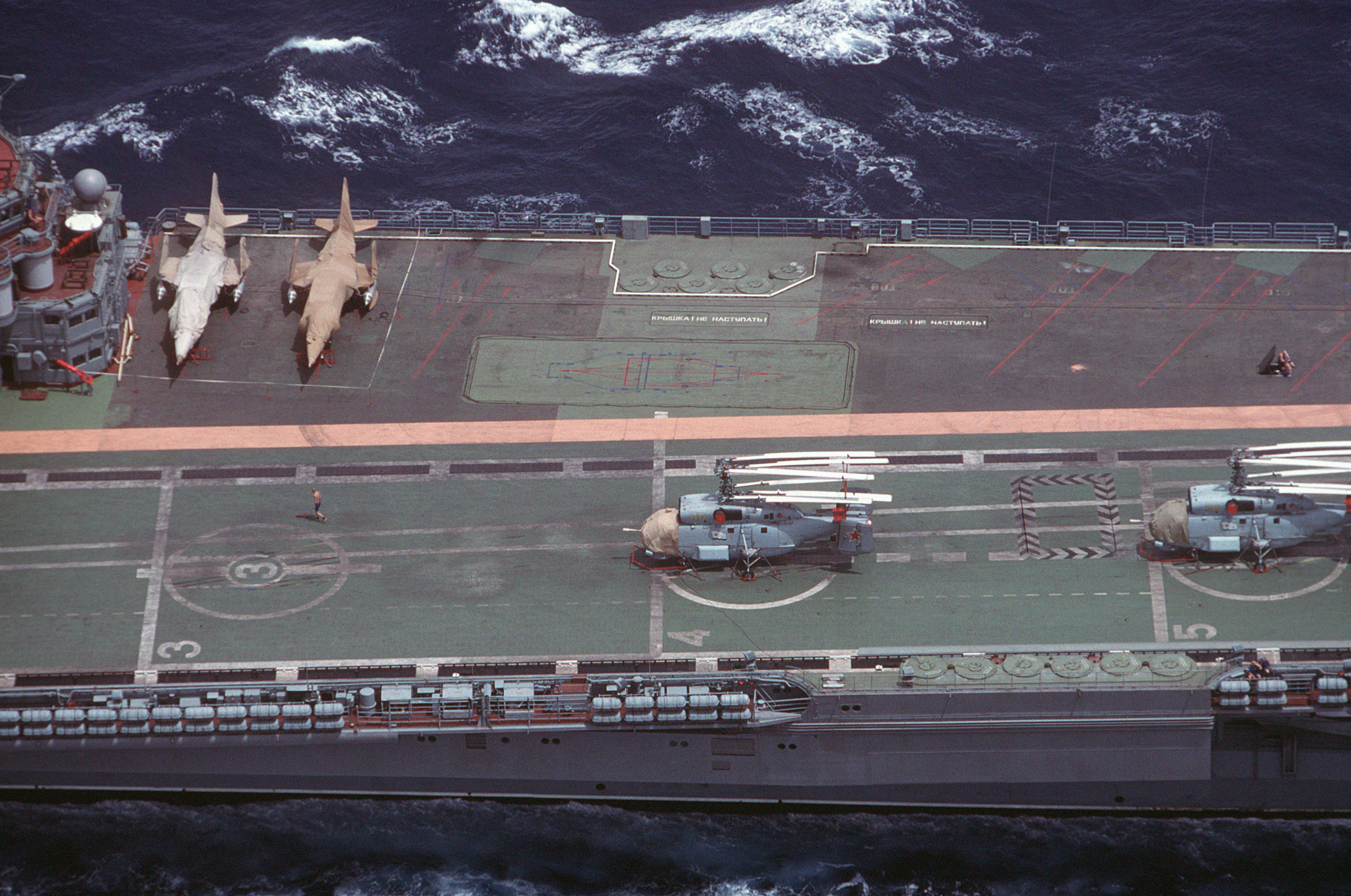
Вертолёты Ка-27 и самолёты вертикального взлёта и посадки Як-38 на палубе «Баку»
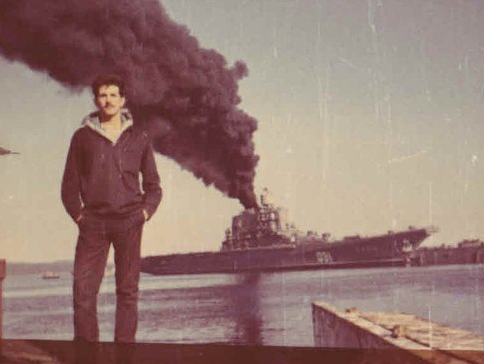
Авианесущий крейсер «Баку» перед заходом в ПД-50, 1991 год
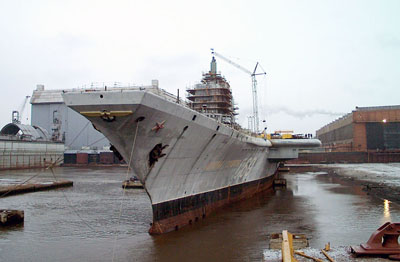
«Адмирал Горшков» на Севмаше, 2005 год, виден носовой знак корабля
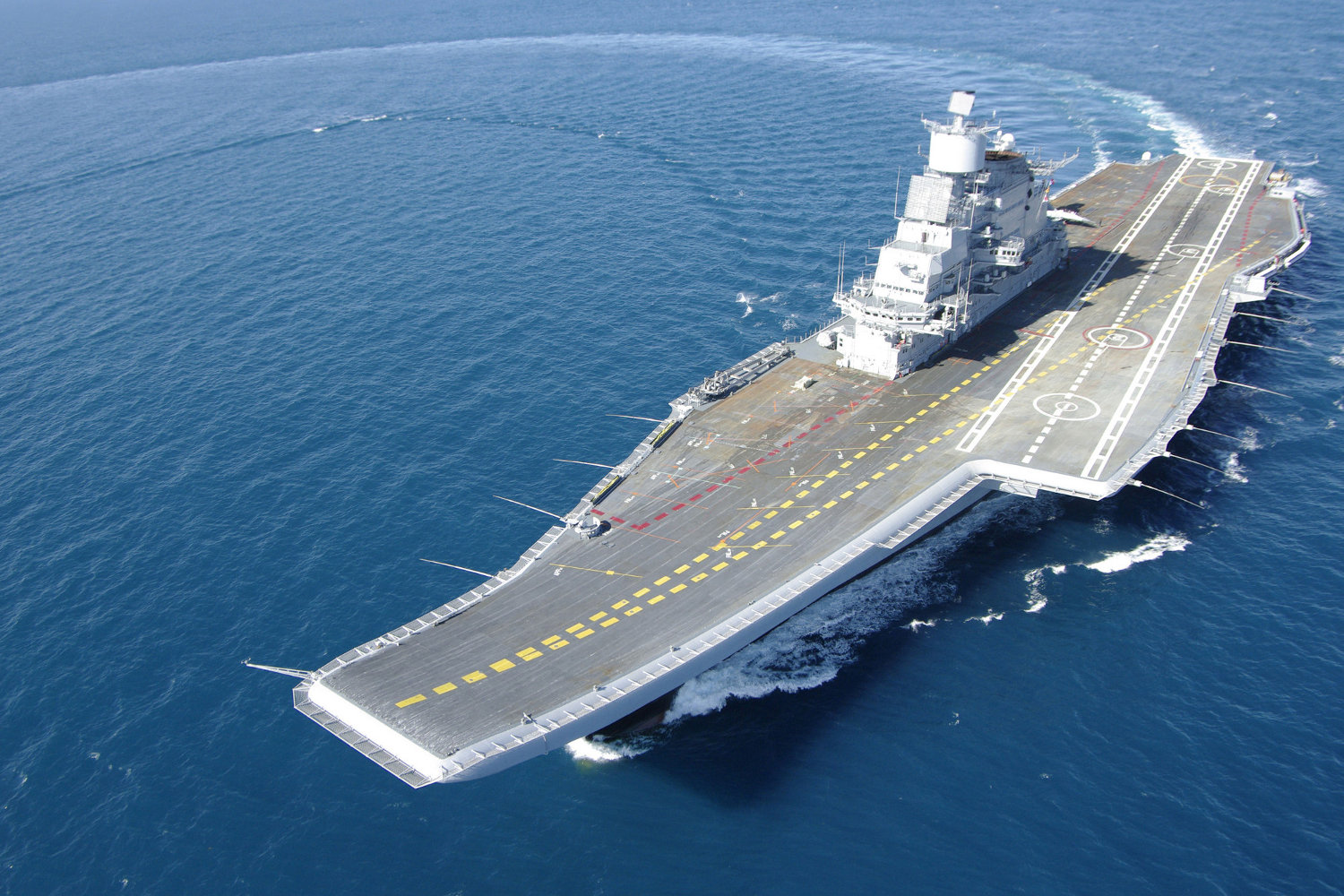
Авианосец «Викрамадитья» на ходовых испытаниях, 2012 год